# Arcademic Skill Builders
Arcademic Skill Builders es una herramienta TIC que incluye videojuegos educativos para niños de 5 a 8 años. En ella pueden practicar diversos contenidos de una forma divertida, mayormente matemáticos, aunque cada cierto tiempo introducen juegos nuevos relacionados con otras áreas.
Esta herramienta se puede utilizar tanto desde un ordenador como a través de dispositivos móviles con su app para Google Android e IOS y está dirigida sobre todo para los estudiantes.
Para crear cuentas de estudiantes, un profesor necesita un plan Premium, con ese plan podrá crear tareas  y llevar un registro de todos los resultados.
También existe otra forma de jugar y es a través de las apps individuales de cada juego. Estas tienen un pequeño coste, pero desde el ordenador se pueden jugar a todas gratuitamente. 
Dispone de muchos juegos diferentes y están clasificados por contenido a trabajar o por grados de enseñanza. Los juegos son individuales, cada uno es considerado una app distinta, aunque no todos los juegos que aparecen en la web tienen su correspondiente app; pero sí la mayoría. 
La principal característica es que al jugar con las apps propias de cada modo de juego, permite hacerlo con varias personas a la vez, en modo competición; simplemente creando una competición privada y generando una clave con la que los demás participantes se unen al juego.